# Chersodromia pontica
Chersodromia pontica är en tvåvingeart som beskrevs av Chvala 1970. Chersodromia pontica ingår i släktet Chersodromia och familjen puckeldansflugor. Inga underarter finns listade i Catalogue of Life.